# Халед, Амр
Амр Мохаммед Хельми Халед (араб. عمرو محمد حلمي خالد‎) (род. 5 сентября 1967, Александрия, Египет) — египетский мусульманский телевизионный проповедник и общественный деятель. Согласно выпуску от 30 апреля 2006 г. журнала The New York Times Magazine, учитывая его высокую популярность в арабском мире, Халед является «самым известным и влиятельным в мире исламским телевизионным проповедником». Согласно рейтингу наиболее влиятельных людей мира, опубликованному в журнале Time Magazine, Амр Халед является 13-м по влиятельности человеком мира, а согласно рейтингу журнала Prospect — 6-м по влиятельности интеллектуалом мира.
Амр Халед начинал работать как бухгалтер, однако постепенно стал проповедовать в мечетях и на спутниковом телевидении. Также Халед одним из первых стал размещать свои проповеди в Интернете. Его проповеди велись простым, разговорным языком, что отличало их от проповедей большинства мусульманских проповедников, которые обычно ведутся на «высоком» кораническом арабском языке, малопонятном большинству арабов. Он часто затрагивает актуальные для египтян и арабов в целом темы, ряд которых постепенно переросли в национальные проекты с широким финансированием. Халед нетерпимо относится к экстремизму и осуждает Усаму бин Ладена.